# Warwick
Warwick (pronunțat [ˈwɒrɪk]) este un oraș și un district ne-metropolitan din Regatul Unit, situat în comitatul Warwickshire, în regiunea West Midlands, Anglia. Districtul are o populație de 132.900 locuitori, din care 25.434 locuiesc în orașul propriu zis Warwick.
Orașul este reședința comitatului Warwickshire, care este numit după acesta, dar nu este reședința districtului, administrația acestuia aflându-se în orașul învecinat Leamington Spa. Cele două orașe formează o zonă urbană continuă. Alte orașe din district sunt Kenilworth și Whitnash.